# Olivier Coussemacq
Olivier Coussemacq est un réalisateur français.

## Biographie
Olivier Coussemacq a travaillé comme assistant réalisateur avant de signer des magazines télévisés et des courts métrages.
Son premier long métrage, L'Enfance du mal, est sorti en 2010.

## Filmographie

### Cinéma

#### Courts métrages
- 1991 : Paroles en liberté surveillée
- 1996 : Pas perdus
- 2000 : Le Larbin
- 2001 : Le concierge est dans l'ascenseur

#### Longs métrages
- 2010 : L'Enfance du mal
- 2019 : Nomades

## Distinctions
- 2005 : Lauréat de la Fondation Gan pour le Cinéma pour le long-métrage L'Enfance du mal[2]